# عبد الرحمن الجيران
عبد الرحمن الجيران (1962 - )؛ سياسي كويتي، ونائب سابق في مجلس الأمة الكويتي، حاصل على الدكتوراه في العقيدة والدعوة وماجستير في الثقافة الإسلامية، ويعمل في إدارة المناهج بوزارة التربية، وعضو هيئة التدريس في كلية التربية الأساسية، وعضو منتدب للتدريس في جامعة الكويت وفاز بعضوية مجلس الأمة (ديسمبر 2012) المُبطل بحكم المحكمة الدستورية عن الدائرة الثانية برصيد 2,335 صوتًا، كما نال عضوية مجلس الأمة الكويتي 2013 عن الدائرة الثانية برصيد 1,554 صوتًا. شارك في انتخابات مجلس الأمة الكويتي 2022 عن الدائرة الثانية وحصل على المركز السادس والثلاثون برصيد 138 صوت وخسر الانتخابات.

## أبرز مواقفه في مجلس الأمة

### مجلس الأمة ديسمبر 2012
| إحالة استجواب الوزير أحمد الحمود إلى التشريعية (2013) | موافق     |
| المداولة الأولى لإسقاط الفوائد (2013)                 | غير موافق |
| قانون مكافحة الإرهاب وغسل الأموال (2013)              | ممتنع     |
| تأجيل استجواب هاني حسين (2013)                        | ممتنع     |
| تأجيل استجواب الشمالي (2013)                          | ممتنع     |
| تأجيل استجواب الأذينة (2013)                          | ممتنع     |
| تأجيل استجواب أحمد الحمود (2013)                      | ممتنع     |
| التصويت على مرسوم الصوت الواحد (2013)                 | ممتنع     |

### مجلس الأمة 2013
| طرح الثقة بمحمد العبد الله (2013)    | غير موافق     |
| تحويل جلسة الشريط إلى سرية (2014)    | موافق         |
| شطب استجواب جابر المبارك (2014)      | خرج من القاعة |
| تعديل قانون المحكمة الدستورية (2014) | غير موجود     |
| قانون الجرائم الإلكترونية (2015)     | موافق         |
| قانون البصمة الوراثية (2015)         | موافق         |
| قانون المُسيء (2016)                  | غير موجود     |